# David Comet
 (juin 2015).
Si vous disposez d'ouvrages ou d'articles de référence ou si vous connaissez des sites web de qualité traitant du thème abordé ici, merci de compléter l'article en donnant les références utiles à sa vérifiabilité et en les liant à la section « Notes et références ».
David Comet est un homme politique français, né le 25 juillet 1973 à Dax (Landes). 
Conseiller général, suppléant de Martine Pinville, il devient député de la Charente à la suite de la nomination de celle-ci au sein du gouvernement Valls.

## Biographie
Originaire de Biscarrosse et de Bordeaux, David Comet poursuit des études de droit à l'Université Montesquieu Bordeaux IV et de science politique en ayant obtenu un DEA de relations internationales et politiques comparées à l'Institut d'études politiques de Bordeaux et un DESS de sécurité, police et société à l'Institut d'études politiques de Toulouse en 1999/2000. 
David Comet effectue son service militaire (qui est également son stage de DESS) au sein du 57e Bataillon d'Infanterie de Bordeaux, au sein de la caserne Faucher. Pendant la saison estivale, à Biscarrosse, il est également policier municipal. 
À Angoulême, Attaché parlementaire de Jean-Claude Viollet de 2001 à 2012, il est conseiller général sur le canton d'Angoulême ouest de 2011 à 2015. Il est membre de la Commission Logement, rénovation urbaine et maîtrise de l'énergie, ainsi que du GIP Charente Solidarités et de l'ADIL qu'il préside.
Suppléant de Martine Pinville, élue au 1er tour en 2012, il est devenu député de la 1re circonscription de la Charente le 18 juillet 2015, un mois après que celle-ci soit devenue Secrétaire d'état au commerce, artisanat, économie sociale et solidaire. Il est membre de la commission de la Défense nationale et des forces armées.
Il parraine Emmanuel Macron pour l'élection présidentielle 2017.